# 苏士峰
苏士峰（1948年—），山东滨州人，汉族，中华人民共和国政治人物。

## 生平
毕业于中央党校函授学院经济管理。1999年中国石油实施重组改制，在苏士峰带领下，中国石油天然气管道局经过四年的奋斗，企业综合实力，核心竞争能力迅速提升，实现了跨越式发展，管道局连续4年超额完成集团公司下达的经营指标。加入中共，担任中国石油天然气管道局首席顾问。2008年起担任全国人大代表。